# Slavkov u Brna
Slavkov u Brna (történelmi nevén Austerlitz ) egy kisváros Brnótól keletre a Dél-morvaországi kerületben, a Cseh Köztársaság területén. Népessége 5900 fő. A város az austerlitzi csata helyszíneként ismert, amely ténylegesen néhány kilométerre a várostól nyugatra zajlott le.

## Története
A 13. század elején a Német Lovagrend épített kolostorerődítményt, amelynek maradványai ma is láthatóak a kastély boltívei alatt. Az első írásos emlék a helyről 1237-ből származik. A cseh Slavkov nevet elsőként 1361-ben, a német Austerlitz nevet 1633-ban említik írásban. Az utóbbi állítólag a cseh Novosedlice (Novosedlicz, Nausedlicz) név csonka verziója, ami azt jelenti: „az új település”, bár ez nem tisztázható egyértelműen. Miután a rendet a grünwaldi csatában legyőzték, a város nemesi tulajdonba került, míg több tulajdonosváltás után 1509-ben a helyi Kaunitz nemesi család szerezte meg több mint 400 évre.
2015. január 29-én Ausztria szövetségi kancellárja, valamint Csehország és Szlovákia (az ún. „slavkovi hármak”) miniszterelnökei a slavkovi kastélyban írták alá a háromoldalú slavkovi nyilatkozatot.

## Látnivalók
- A barokk kastély 115 szobával és lenyűgöző, francia stílusú kerttel. A kastélyt az olasz Domenico Martinelli tervezte. 1805. december 2-án lezajlott austerlitzi csata után  a kastély szalonjában írták alá az Ausztria és Franciaország közti fegyverszünetet. 2015. január 29-én az osztrák kancellár, Csehország és Szlovákia miniszterelnökei itt írták alá a slavkovi nyilatkozatot.
- A főtéren késő reneszánsz városháza és kastély. A régi városfal részei is láthatóak helyenként.
- A Feltámadás templom a főtér déli oldalán. A klasszicista épület három szószékkel, amelyet 1786–1789 között tervezett a bécsi Johann Ferdinand von Hohenberg Hetzendorf építész.
- Szent János-templom a temetőben. A templom alatti pincékben találhatóak a Kaunitz család sírjai.
- Szent Orbán-kápolna az Orbán-dombon a várostól északra. A kápolna súlyosan megsérült az austerlitzi csatában, és 1858–1861 között újjá kellett építeni.
- Zsidó Örökség. Csak az 1858-ban épült épült zsinagóga maradt meg a zsidó gettóból. Van egy zsidó temető is a várostól kicsit távolabb.

## Az austerlitzi csata emlékhelyei
Az austerlitzi csata valójában a várostól néhány kilométerre nyugatra zajlott. A tömegközlekedés korlátozott, mivel a táj megőrizte falusias jellegét. Még mindig a mezőgazdaság uralja a környék dombjait, amely a falvak terjeszkedését leszámítva nem sokat változott. Az egykori csatateret jelenleg autópálya szeli át.
- A Régi Posta (Stará pošta) Kovalovicében egy 1785-ből származó eredeti történelmi épület, amely most szállodaként és étteremként szolgál. 1805. november 28-án Murat, a francia lovasság tábornoka itt állította fel főhadiszállását. A csata napján az orosz Bagration tábornok főhadiszállása volt. A csata után Napóleon aludt ebben a házban, és itt tartotta az előzetes tárgyalásokat a fegyverszünetről. Egy kis múzeum őrzi ezen események emlékét.
- A Santon dombon Tvarožnától keletre van egy kis fehér kápolna. Ezen a dombon francia hadállás volt, amely lehetővé tette, hogy a francia tüzérség uralja a csatatér északi részét.
- A Žuráň dombon volt Napóleon főhadiszállása.
- Šlapanicében több tömegsír és egy emlékmű látható.
- A Béke Emlékmű a Prace dombon látható.
- Křenovice közelében áll egy viharvert békekereszt.
- Blažovice közelében a régi szőlők volt a francia és az orosz erők véres ütközetének helyszíne. Ma itt áll a három császár emlékműve.

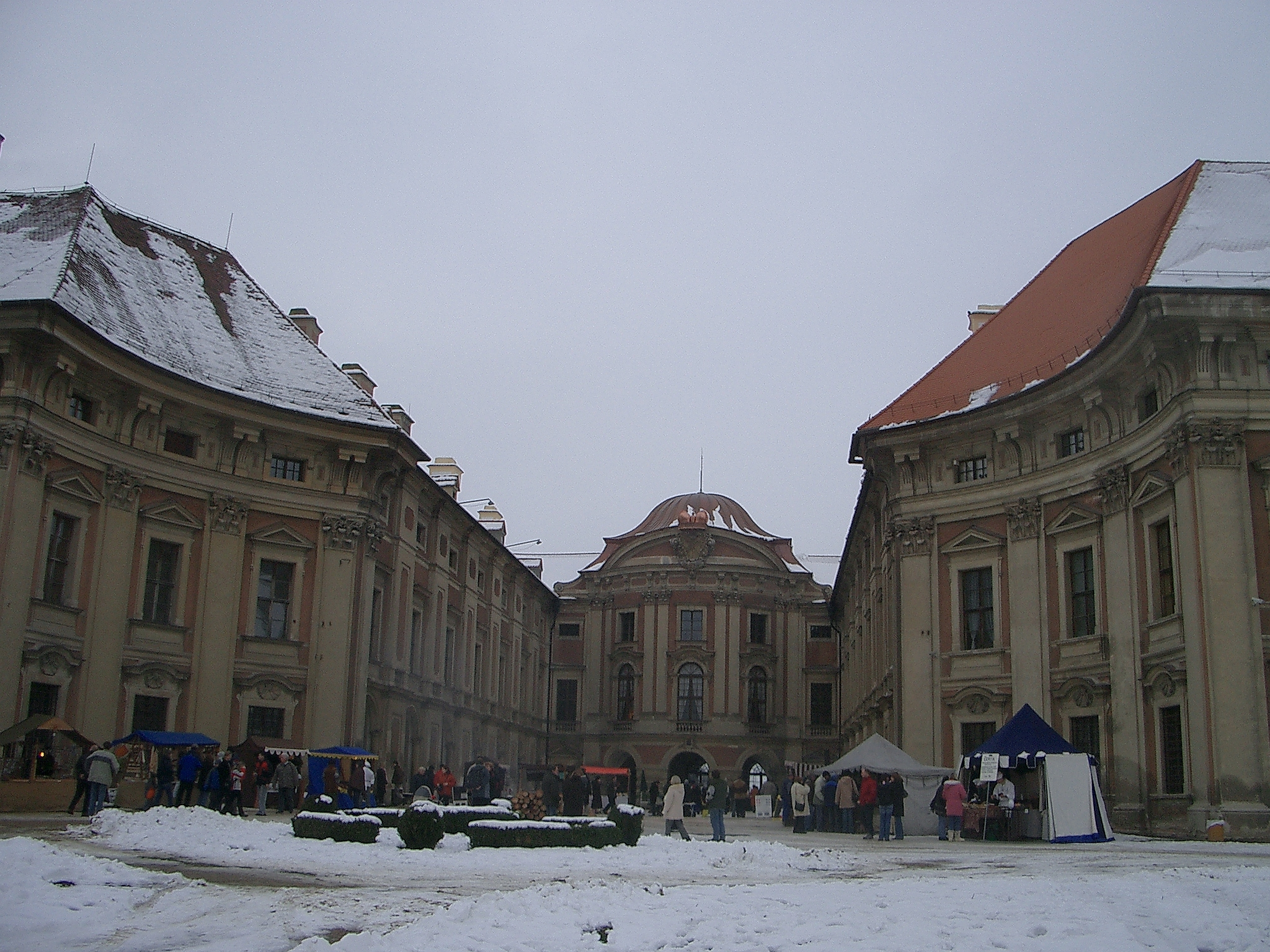
Az Austerlitz-kastély elölről (az austerlitzi csata 200. évfordulójának alkalmából standokkal)
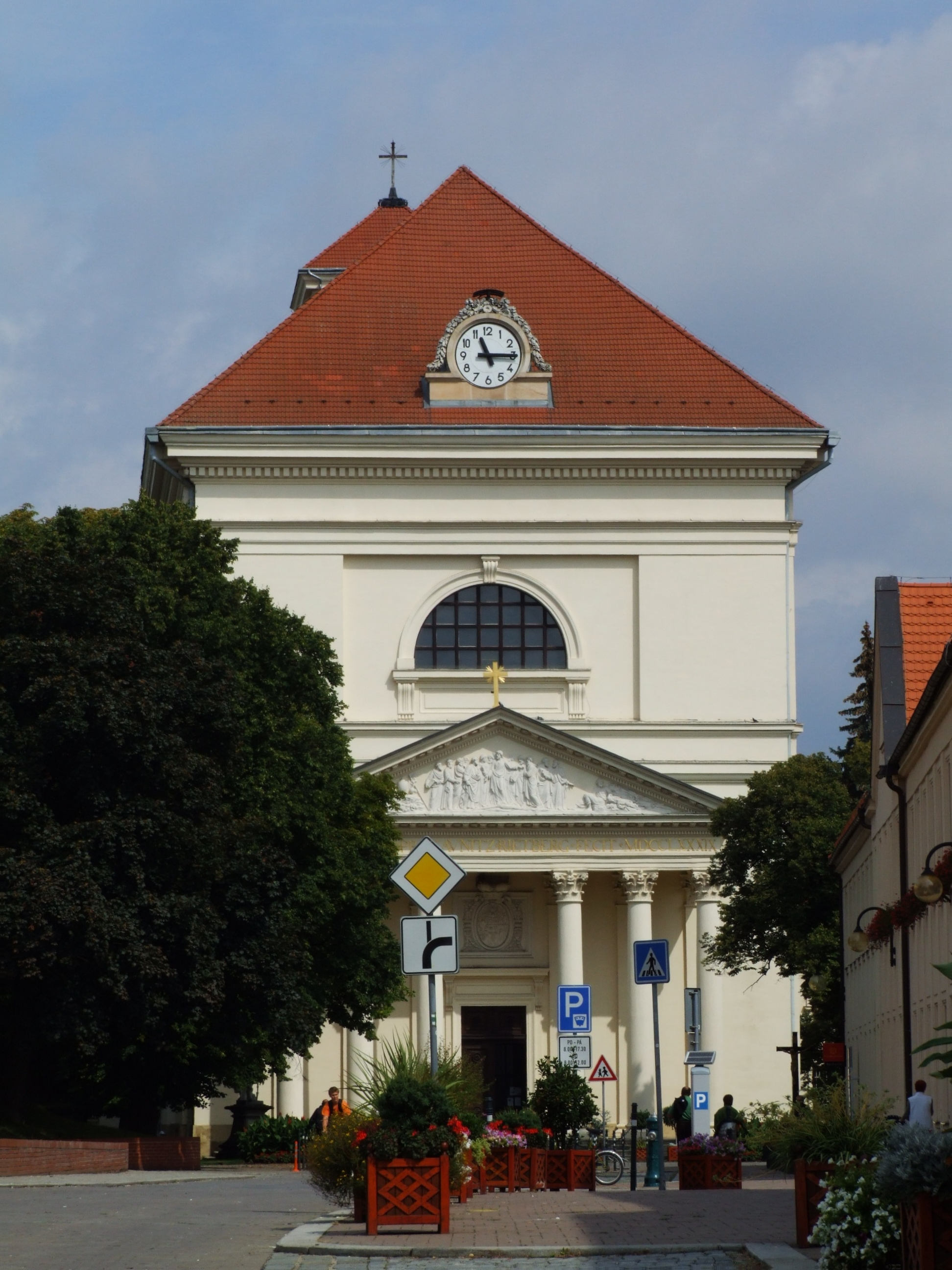
A Feltámadás templom
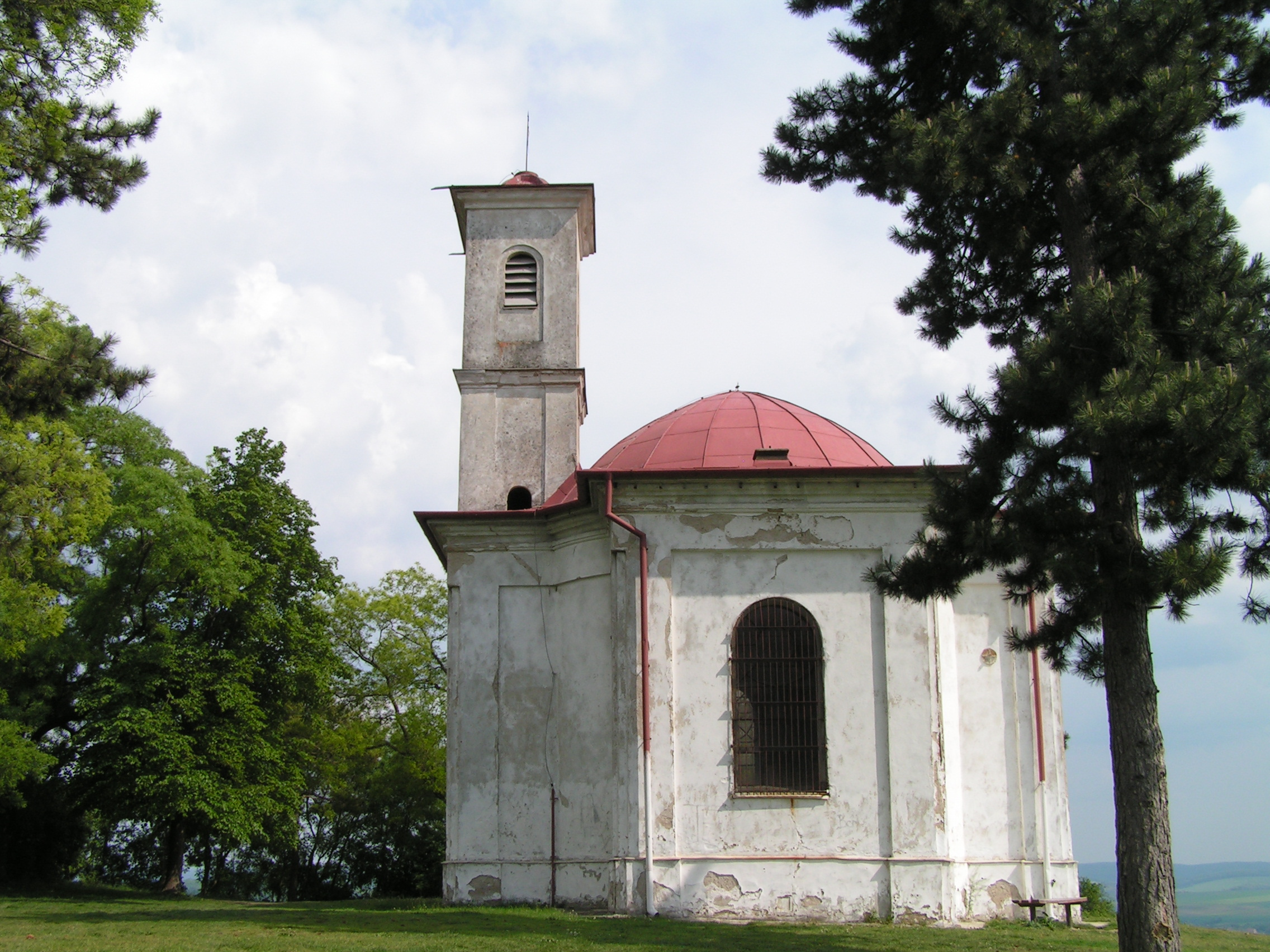
A Szent Orbán-kápolna egy város feletti dombon
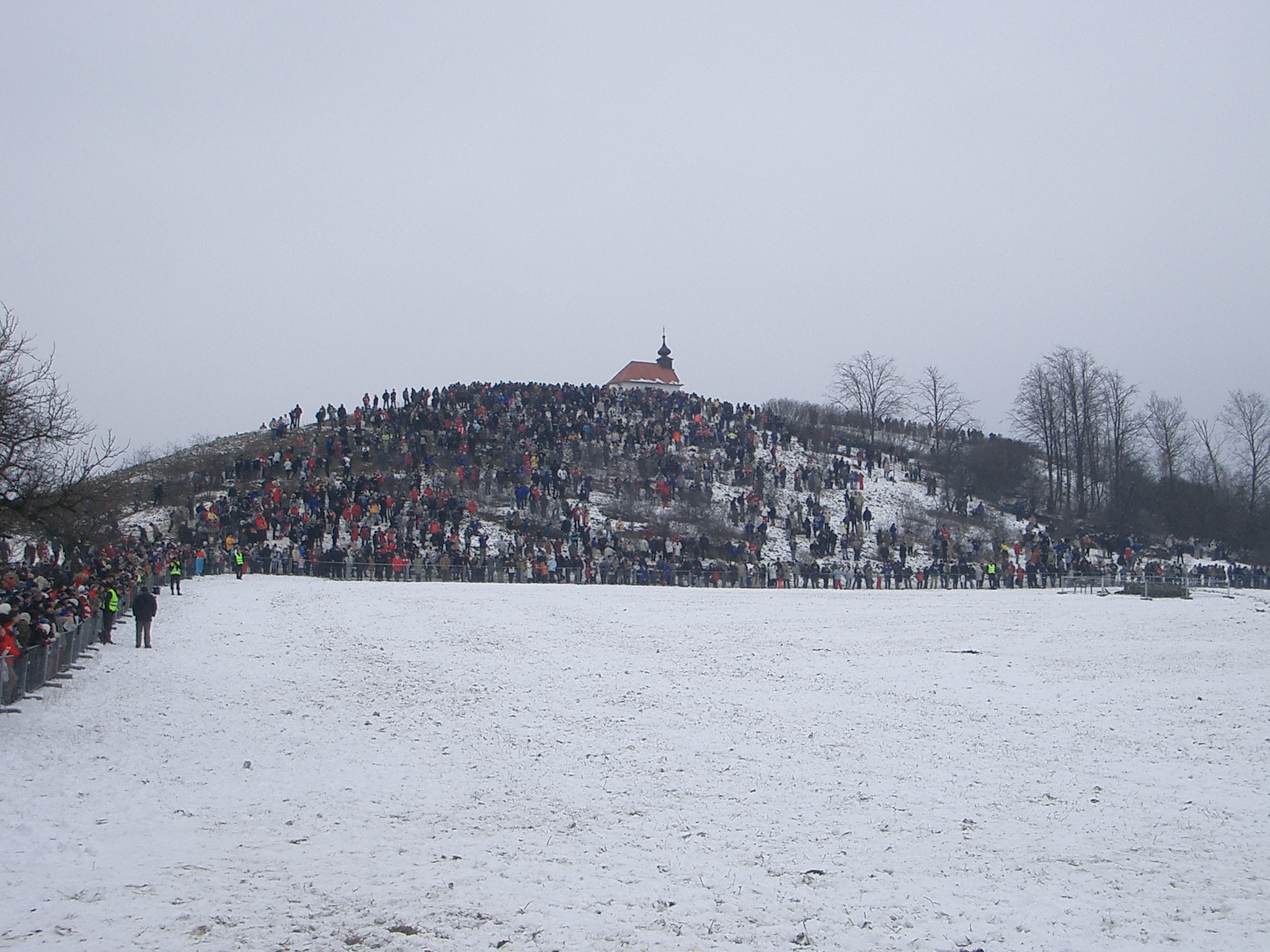
Santon domb (látogatókkal a 200. évforduló során)
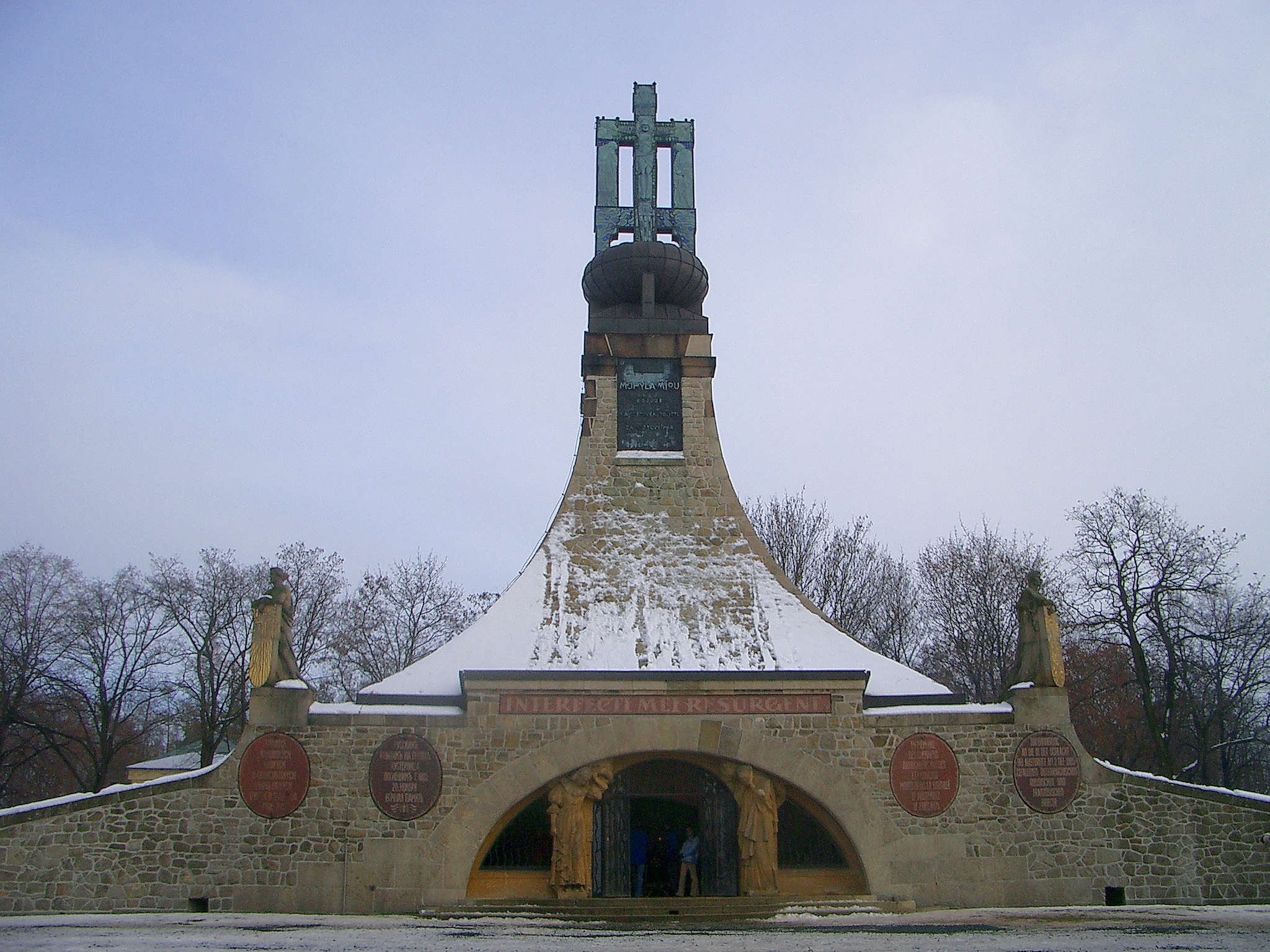
A Béke emlékmű
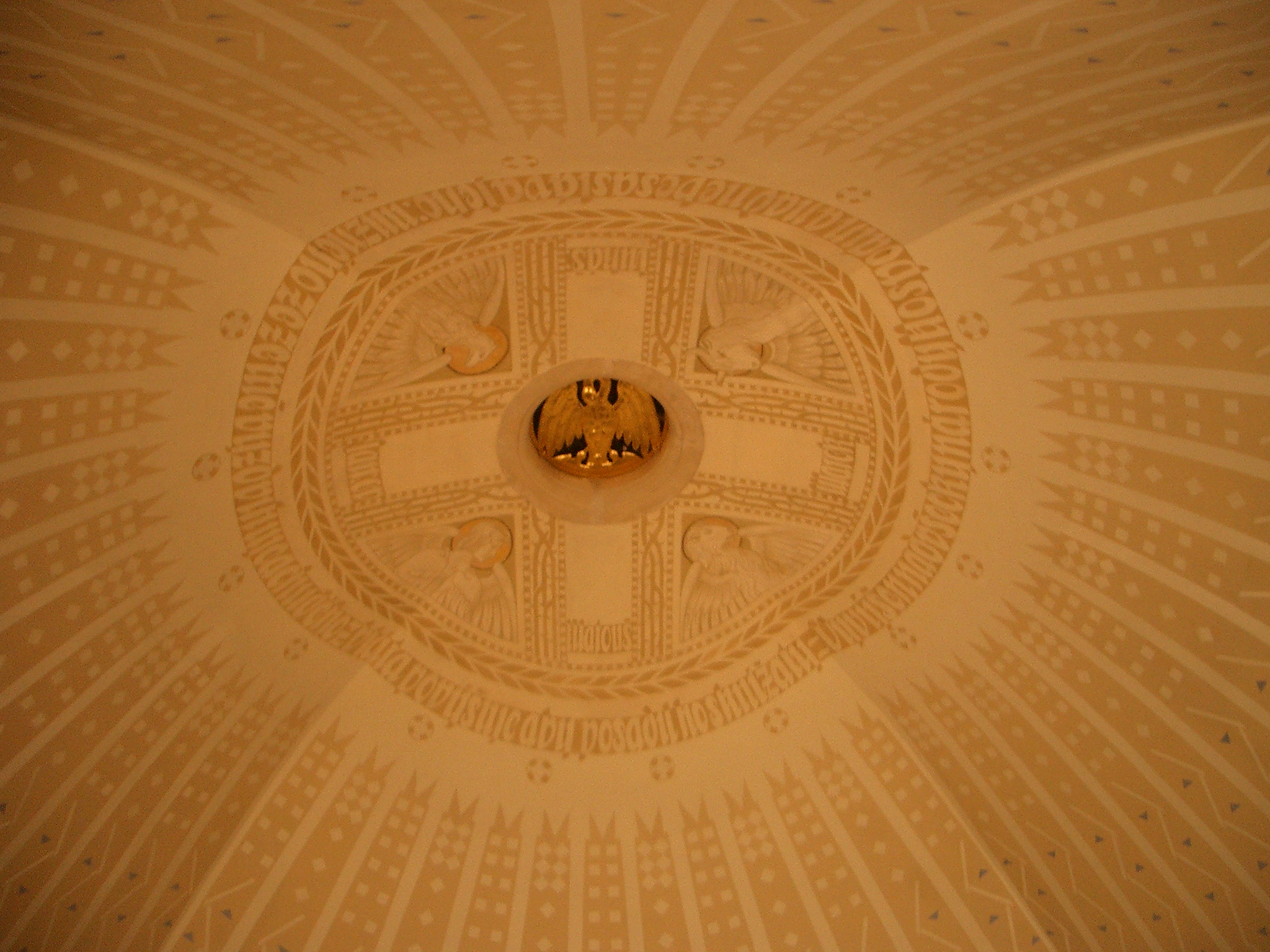
A Béke emlékmű kupolája
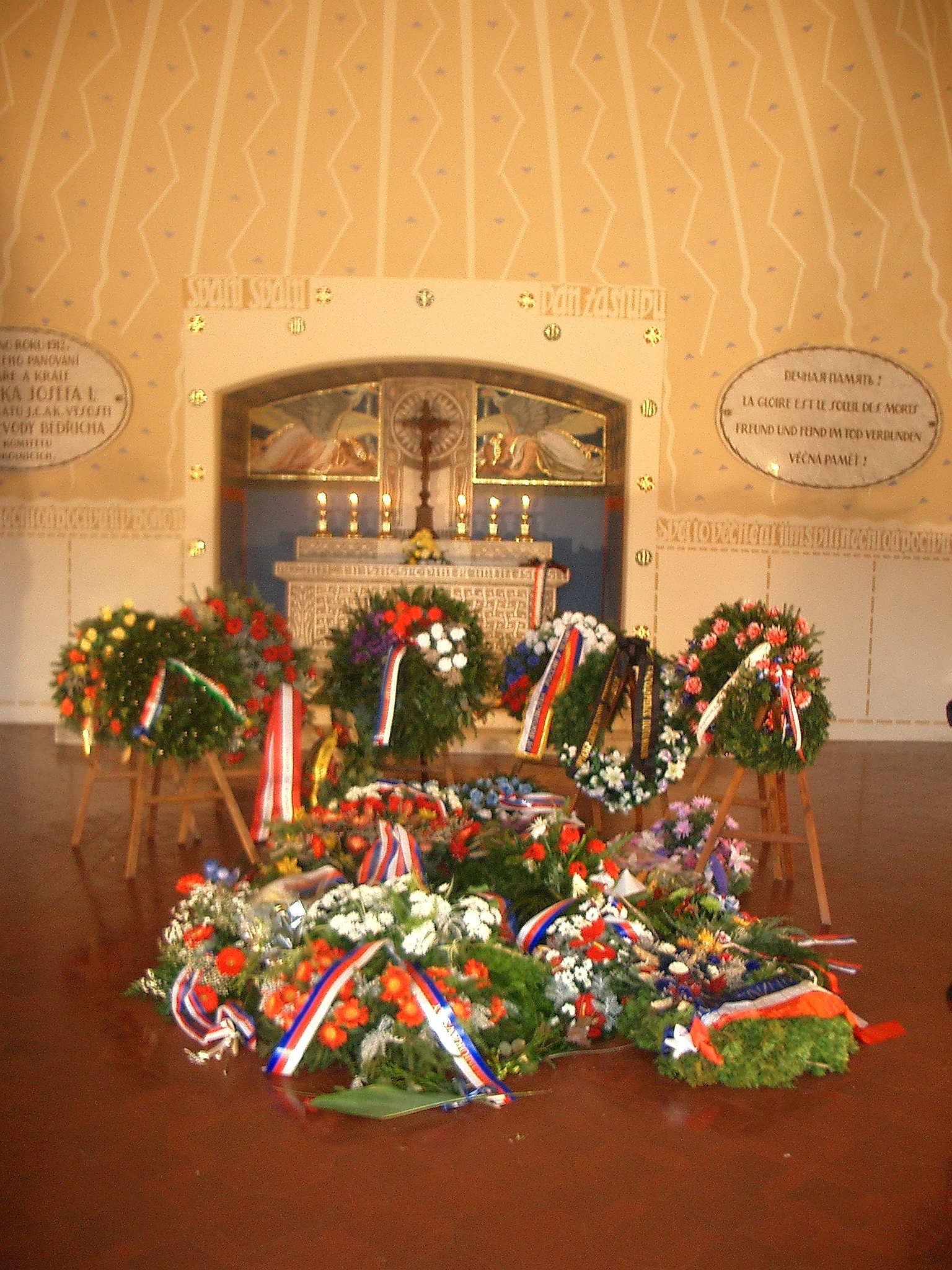
A Béke emlékmű belseje
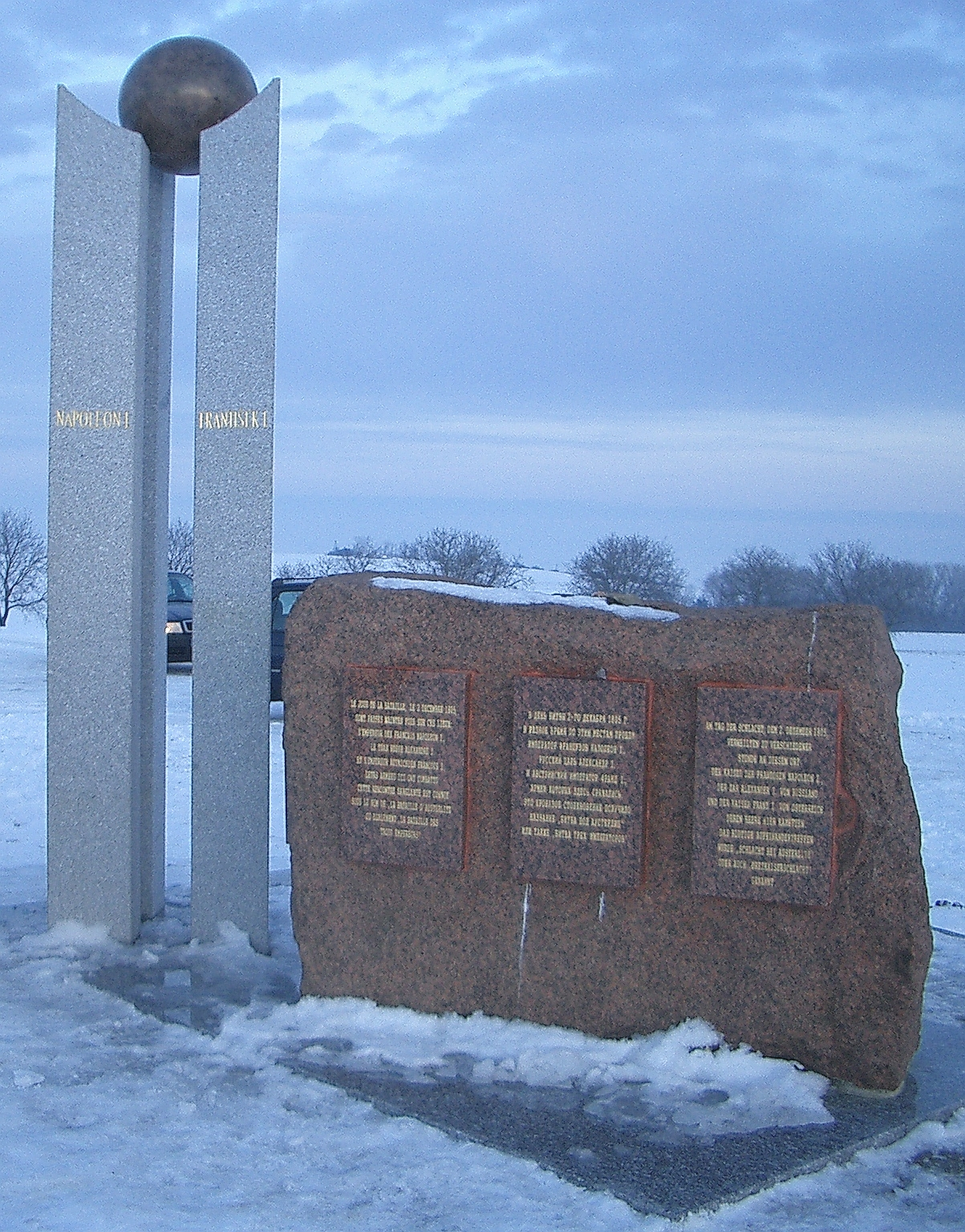
A három császár emlékműve az öreg szőlőknél
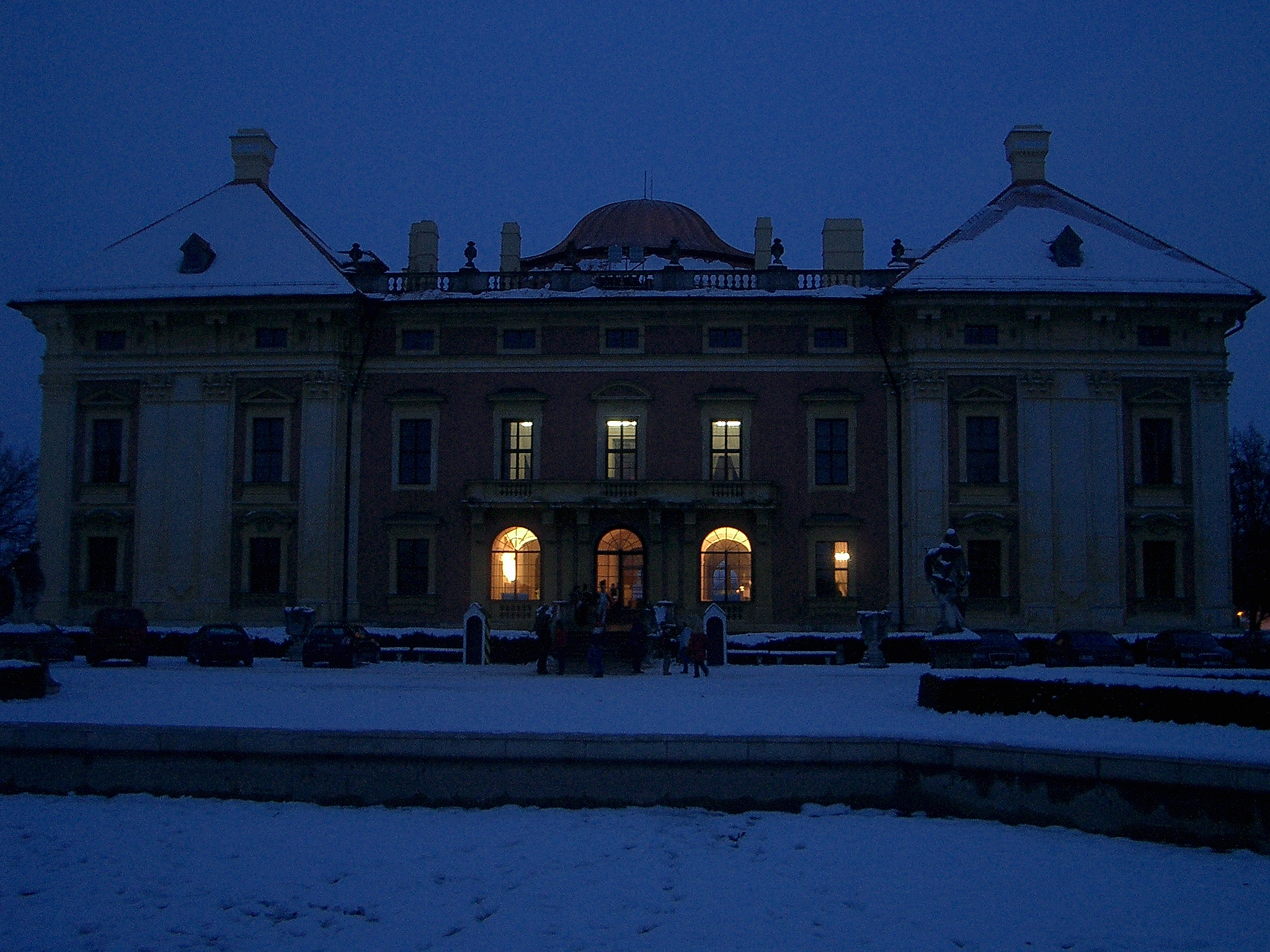
Az Austerlitz-kastély alkonyatkor a park felől
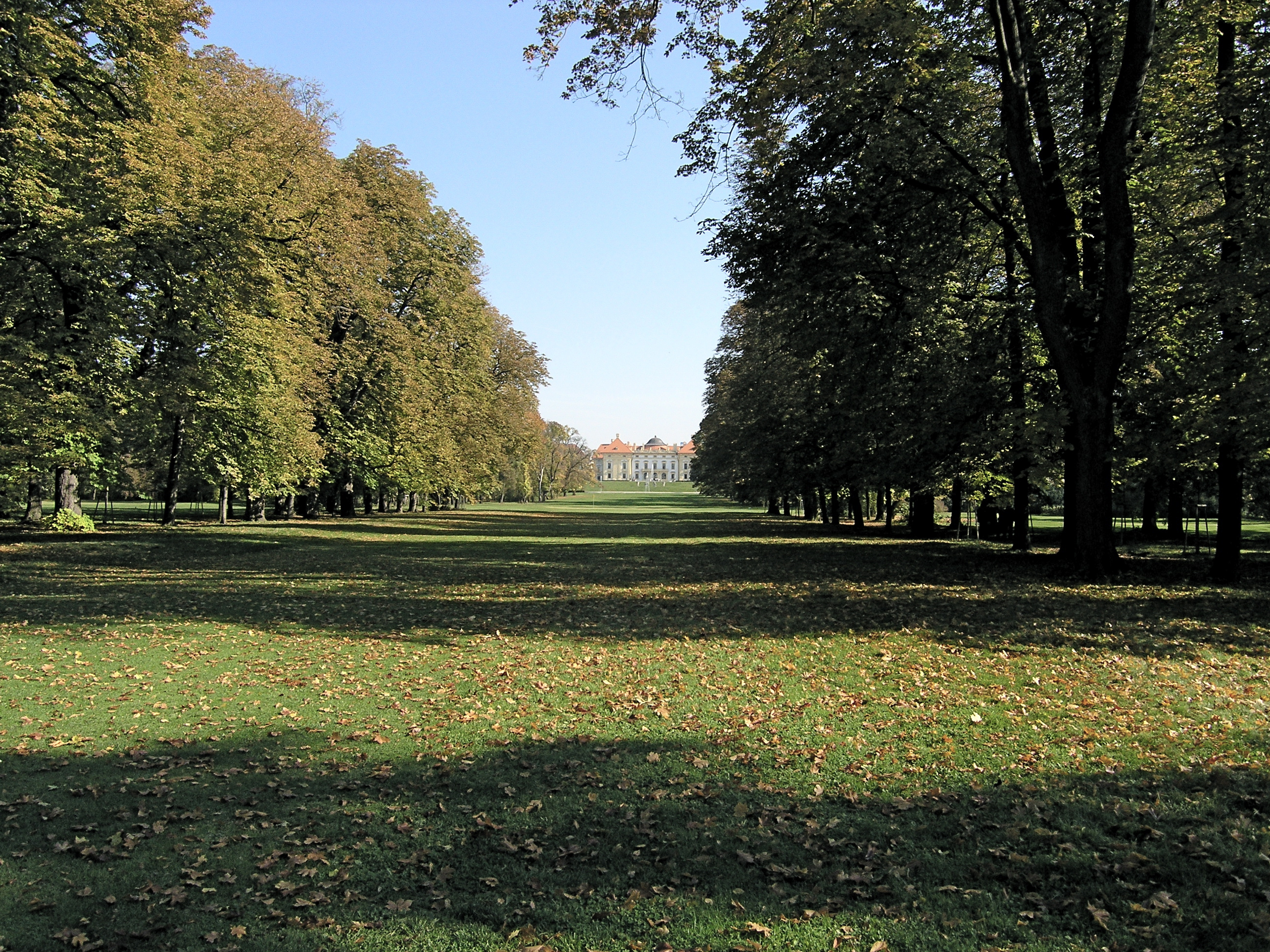
A barokk stílusú Austerlitz-kastélypark

Ahogy a londoni metró egyik állomását az angolok Waterloo állomásnak nevezték el, hogy megemlékezzenek a waterlooi győzelemről, a franciák Austerlitzről nevezték el az egyik legnagyobb párizsi pályaudvart, a Gare d'Austerlitzet. Van egy Quai d'Austerlitz is Párizs XIII. kerületében. Hollandiában egy kis falu őrzi a csata emlékét, lásd: Austerlitz (Hollandia).

## Híres emberek
- Austerlitz család
- František Koláček cseh fizikus
- Peregrin Obdržálek katolikus pap, könyvtárak, takarékpénztárak és mezőgazdasági társulások alapítója és vallásos írások, szatírák, humoros mesék és versek szerzője

## Népesség
A település népessége az elmúlt években az alábbi módon változott:
| Lakosok száma | 3305 | 3919 | 4231 | 4445 | 5609 | 5881 | 6597 | 6694 | 6992 | 7169 |
|               | 1869 | 1890 | 1921 | 1950 | 1980 | 2001 | 2017 | 2019 | 2022 | 2024 |